# Ragnar Billberg
Ragnar August Billberg, född 8 december 1899 i Stockholm, död 10 augusti 1930 i Paris(vid tiden kyrkobokförd i Gustav Vasa församling, Stockholm), var en svensk skådespelare.

## Biografi
Utöver sin karriär som filmskådespelare var Billberg verksam vid Dramaten i Stockholm där han agerade i 35 roller mellan åren 1919 och 1923.
Han gifte sig med skådespelaren Inga Tidblad den 16 februari 1924.
Billberg avled 30 år gammal efter att just ha avslutat inspelningen av filmen Hjärtats röst. Han är begravd på Skogskyrkogården i Stockholm.

## Filmografi
- 1925 – Polis Paulus' påskasmäll
- 1925 – Karl XII
- 1925 – Hennes lilla majestät
- 1927 – En perfekt gentleman
- 1930 – För hennes skull
- 1930 – Hjärtats röst (1930)

## Teater

### Roller (ej komplett)
| År   | Roll                                                        | Produktion                                                      | Regi                            | Teater          |
| ---- | ----------------------------------------------------------- | --------------------------------------------------------------- | ------------------------------- | --------------- |
| 1919 | Fru Lecerfs son                                             | Toto (la Griffe) Henry Bernstein                                | Tor Hedberg                     | Dramaten        |
| 1919 | Ligneray                                                    | Äventyret Gaston Arman de Caillavet och Robert de Flers         | Karl Hedberg                    | Dramaten        |
| 1919 | Betjänt 1                                                   | Den gröna fracken Gaston Arman de Caillavet och Robert de Flers | Karl Hedberg                    | Dramaten        |
| 1919 | En budbärare                                                | Hamlet William Shakespeare                                      | Tor Hedberg                     | Dramaten        |
| 1919 | Mr Montford                                                 | En idealisk äkta man Oscar Wilde                                | Karl Hedberg                    | Dramaten        |
| 1919 | Claudius                                                    | Fanvakt Otto Rung                                               | Tor Hedberg                     | Dramaten        |
| 1919 | Balthasar                                                   | Köpmannen i Venedig William Shakespeare                         | Olof Molander                   | Dramaten        |
| 1920 | Georg af Hessen-Darmstadt                                   | Tåget öfver Bält Arnold Munthe                                  | Tor Hedberg                     | Dramaten        |
| 1920 | Chevalier Corso                                             | Madame Sans-Gêne Victorien Sardou                               | Karl Hedberg                    | Dramaten        |
| 1920 | Zamrjaki                                                    | Markis von Keith Frank Wedekind                                 | Karl Hedberg                    | Dramaten        |
| 1920 | En ung tjänare                                              | Elektra Hugo von Hofmannsthal                                   | Tor Hedberg                     | Dramaten        |
| 1920 | Leroy                                                       | Madame Sans-Gêne Victorien Sardou                               | Karl Hedberg                    | Dramaten        |
| 1920 | En tysk soldat                                              | Borgmästaren i Stilemonde Maurice Maeterlinck                   | Tor Hedberg                     | Dramaten        |
| 1920 | Nils                                                        | Mäster Olof August Strindberg                                   | August Lindberg Knut Michaelson | Dramaten        |
| 1920 | Förste kyparen                                              | Låt oss skiljas Victorien Sardou och Émile de Najac             | Karl Hedberg                    | Dramaten        |
| 1921 | Adrian                                                      | Stormen William Shakespeare                                     | Olof Molander                   | Dramaten        |
| 1921 | Jean                                                        | Hemkomsten Robert de Flers och Francis de Croisset              | Karl Hedberg                    | Dramaten        |
| 1921 | En pipig röst                                               | Den svåra stunden III Pär Lagerkvist                            | Olof Molander                   | Dramaten        |
| 1921 | Colin                                                       | George Dandin Molière                                           | Olof Molander                   | Dramaten        |
| 1921 | Sebastian                                                   | Stormen William Shakespeare                                     | Olof Molander                   | Dramaten        |
| 1921 | En ung tjänare                                              | Elektra Hugo von Hofmannsthal                                   | Tor Hedberg                     | Dramaten        |
| 1921 | Dekanus för den juridiska fakulteten                        | Ett drömspel August Strindberg                                  | Max Reinhardt                   | Dramaten        |
| 1921 | Freddy                                                      | Pygmalion George Bernard Shaw                                   | Gustaf Linden                   | Dramaten        |
| 1921 | Wieck                                                       | Mästaren Hermann Bahr                                           | Gustaf Linden                   | Dramaten        |
| 1922 | Loyal                                                       | Tartuffe Molière                                                | Tor Hedberg                     | Dramaten        |
| 1922 | Fernbom                                                     | Gurli Henrik Christiernsson                                     | Karl Hedberg                    | Dramaten        |
| 1922 | Des Millets                                                 | Sällskap där man har tråkigt Édouard Pailleron                  | Karl Hedberg                    | Dramaten        |
| 1922 | Den magre fränden                                           | Det gamla spelet om Envar Hugo von Hofmannsthal                 | Tor Hedberg                     | Dramaten        |
| 1922 | Le Beau                                                     | Som ni behagar William Shakespeare                              | Olof Molander                   | Dramaten        |
| 1922 | En obekant herre                                            | Scampolo Dario Niccodemi                                        | Gustaf Linden                   | Dramaten        |
| 1922 | Sérignan                                                    | Äventyret Gaston Arman de Caillavet och Robert de Flers         | Karl Hedberg                    | Dramaten        |
| 1922 | Doktor Mors                                                 | Ett kasperspel Einar Rosenberg                                  | Olof Molander                   | Dramaten        |
| 1923 | Jakob                                                       | Kära släkten Gustav Esmann                                      | Tor Hedberg                     | Dramaten        |
| 1923 | Biskopen                                                    | Nationalmonumentet Tor Hedberg                                  | Karl Hedberg                    | Dramaten        |
| 1923 | Jeremy                                                      | Värdshuset Råbocken Oliver Goldsmith                            | Olof Molander                   | Dramaten        |
| 1923 | Maskinisten                                                 | Ett resande teatersällskap August Blanche                       | Gustaf Linden                   | Dramaten        |
| 1925 | En betjänt                                                  | Kvitt eller dubbelt Theophilus Charlton                         | Knut Nyblom                     | Vasateatern     |
| 1925 | Savinien la Chambelle                                       | Herrn som kommer klockan 5 Maurice Hennequin och Pierre Veber   | Knut Nyblom Albert Ranft        | Svenska teatern |
| 1925 |                                                             | Alarmklockan Maurice Hennequin och Romain Coolus                | Gunnar Klintberg                | Vasateatern     |
| 1925 | Harald                                                      | Det stora barndopet Oskar Braaten                               | Pauline Brunius                 | Vasateatern     |
| 1926 | Liften                                                      | Dollar Hjalmar Bergman                                          | John W. Brunius                 | Oscarsteatern   |
| 1926 | Polly                                                       | Han som får örfilarna Leonid Andrejev                           | Gösta Ekman                     | Oscarsteatern   |
| 1926 | Greve Hurtig                                                | Svenska Sprätthöken Carl Gyllenborg                             | Rune Carlsten                   | Oscarsteatern   |
| 1926 | Nils Wetterlund, redaktör för sporttidningen Nordmannakraft | Moloch Erik Lindorm                                             | John W. Brunius                 | Oscarsteatern   |
| 1926 | Advokaten Skampålen Släktingen Hovpoeten                    | Lycko-Pers resa August Strindberg                               | Rune Carlsten                   | Oscarsteatern   |
| 1927 | Peck                                                        | Pecks äventyr Kaja Widegren                                     | Rune Carlsten                   | Oscarsteatern   |
| 1927 | Henning                                                     | Geografi och kärlek Bjørnstjerne Bjørnson                       | John W. Brunius                 | Oscarsteatern   |
| 1927 | Skräddaren Lorden                                           | Så tuktas en argbigga William Shakespeare                       | Gösta Ekman Johannes Poulsen    | Oscarsteatern   |
| 1927 | Lord Rockmere                                               | Bättre folk Avery Hopwood och David Gray                        | Pauline Brunius                 | Oscarsteatern   |
| 1927 | Jim                                                         | Hennes sista bedrift Frederick Lonsdale                         | Pauline Brunius                 | Oscarsteatern   |
| 1928 | Lexy Mill                                                   | Candida George Bernard Shaw                                     | Gösta Ekman                     | Oscarsteatern   |
| 1928 | Benjamin Backbite                                           | Skandalskolan Richard Brinsley Sheridan                         | Johannes Poulsen                | Oscarsteatern   |
| 1928 | Dolph                                                       | Broadway Philip Dunning och George Abbott                       | Mauritz Stiller                 | Oscarsteatern   |
| 1928 | Nell, sekreterare                                           | En komedi på slottet Ferenc Molnar                              | Gösta Ekman                     | Oscarsteatern   |
| 1928 | Petersen                                                    | Alexander den Store Gustav Esmann                               |                                 | Oscarsteatern   |
| 1928 | Dillberg, skådespelare Wullkena, allmän åklagare            | Hokus-Pokus Curt Goetz                                          | Gösta Ekman                     | Oscarsteatern   |
| 1929 | Jacob Friis                                                 | Kära släkten Gustav Esmann                                      | Rune Carlsten                   | Oscarsteatern   |
| 1929 | Franz                                                       | Den svarta skjortan Herbert Grevenius                           | Rune Carlsten                   | Oscarsteatern   |
| 1929 | Hibbert                                                     | Männen vid fronten Robert Cedric Sherriff                       | Thomas Warner                   | Oscarsteatern   |
| 1929 | Dick McGann                                                 | Vid 37de gatan Elmer Rice                                       | Svend Gade                      | Oscarsteatern   |
| 1930 | Murdo Fraser                                                | Hans första hustru St. John Greer Ervine                        | Pauline Brunius                 | Oscarsteatern   |
| 1930 | Andre adelsmannen                                           | Henrik VIII William Shakespeare                                 | Thomas Warner                   | Oscarsteatern   |
| 1930 | Herlöv                                                      | Äventyr på fotvandringen Jens Christian Hostrup                 | Rune Carlsten                   | Oscarsteatern   |

### Fotnoter
1. ↑  ”Ragnar Billberg död”. Dagens Nyheter:  s. 9. 12 augusti 1930. http://arkivet.dn.se/arkivet/tidning/1930-08-12/216/9. Läst 6 januari 2016.
2. ↑  ”Ragnar Billberg”. Dramaten. http://www.dramaten.se/dramaten/medverkande/Rollboken/?qType=person&value=2090. Läst 9 augusti 2012.
3. ↑  ”Ragnar Billberg”. Svensk Filmdatabas. http://sfi.se/sv/svensk-filmdatabas/Item/?type=PERSON&itemid=58732&iv=OVERVIEW. Läst 9 augusti 2012.
4. ↑  ”Hjärtats röst”. Svensk Filmdatabas. http://www.sfi.se/sv/svensk-filmdatabas/Item/?itemid=3674&type=MOVIE&iv=Comments. Läst 9 augusti 2012.
5. ↑  Hitta graven
6. ↑  ”Teater och Musik”. Dagens Nyheter:  s. 6. 12 januari 1923. http://arkivet.dn.se/arkivet/tidning/1923-01-12/10/6. Läst 24 mars 2015.
7. ↑  Sven Haglund (8 mars 1925). ”Vasateaterns premiär”. Dagens Nyheter:  s. 9. http://arkivet.dn.se/arkivet/tidning/1925-03-08/65/9. Läst 28 augusti 2015.
8. ↑  Bo Bergman (2 maj 1925). ”Albert Ranft på Svenskan, Textorius på Oscars”. Dagens Nyheter:  s. 9. http://arkivet.dn.se/arkivet/tidning/1925-05-02/117/5. Läst 2 juni 2016.
9. ↑  ”Vasateatern skönare”. Dagens Nyheter:  s. 7. 1 september 1925. http://arkivet.dn.se/arkivet/tidning/1925-09-01/236/7. Läst 1 augusti 2015.
10. ↑  ”Det stora barndopet”. Musikverket. http://calmview.musikverk.se/CalmView/Record.aspx?src=CalmView.Performance&id=PERF22441&pos=318. Läst 11 juli 2015.
11. ↑   Bergman, Hjalmar (1926). Dollar: Komedi i tre akter. Stockholm: Albert Bonniers Förlag. sid. 5. Libris 1335534
12. ↑  Bo Bergman (2 september 1926). ”Nya Oscarsteatern slog i går upp portarna”. Dagens Nyheter:  s. 1. http://arkivet.dn.se/arkivet/tidning/1926-09-02/237/1. Läst 2 augusti 2015.
13. ↑  ”Han som får örfilarna”. Musikverket. http://calmview.musikverk.se/CalmView/Record.aspx?src=CalmView.Performance&id=PERF22315&pos=72. Läst 9 juni 2015.
14. ↑  ”Svenska sprätthöken”. Musikverket. http://calmview.musikverk.se/CalmView/Record.aspx?src=CalmView.Performance&id=PERF22314&pos=148. Läst 11 juni 2015.
15. ↑  Svenska Dagbladets årsbok 1926 s. 124
16. ↑  ”Teater och Musik”. Dagens Nyheter:  s. 10. 12 november 1926. http://arkivet.dn.se/arkivet/tidning/1926-11-12/308/10. Läst 2 augusti 2015.
17. ↑  Oscar Rydqvist (26 november 1926). ”'Lycko-Per' på Skolteatern”. Dagens Nyheter:  s. 11. http://arkivet.dn.se/arkivet/tidning/1926-11-26/322/11. Läst 6 januari 2016.
18. ↑  ”Pecks äventyr”. Dagens Nyheter:  s. 8. 9 mars 1927. http://arkivet.dn.se/arkivet/tidning/1927-03-09/66/8. Läst 5 januari 2016.
19. ↑  ”'Geografi och kärlek' på skolteatern”. Dagens Nyheter:  s. 7. 29 mars 1927. http://arkivet.dn.se/arkivet/tidning/1927-03-29/85/7. Läst 5 januari 2016.
20. ↑  ”Geografi och kärlek”. Musikverket. http://calmview.musikverk.se/CalmView/Record.aspx?src=CalmView.Performance&id=PERF22320&pos=62. Läst 4 juni 2015.
21. ↑  ”Så tuktas en argbigga”. Musikverket. http://calmview.musikverk.se/CalmView/Record.aspx?src=CalmView.Performance&id=PERF22319&pos=149. Läst 11 juni 2015.
22. ↑  Erik Nyblom (10 april 1927). ”Skrattsuccès på Oscarsteatern”. Dagens Nyheter:  s. 10. http://arkivet.dn.se/arkivet/tidning/1927-04-10/97/10. Läst 5 januari 2016.
23. ↑  ”Bättre folk”. Musikverket. http://calmview.musikverk.se/CalmView/Record.aspx?src=CalmView.Performance&id=PERF22321&pos=16. Läst 3 juni 2015.
24. ↑  ”Hennes sista bedrift”. Musikverket. http://calmview.musikverk.se/CalmView/Record.aspx?src=CalmView.Performance&id=PERF22318&pos=74. Läst 9 juni 2015.
25. ↑  ”Candida”. Musikverket. http://calmview.musikverk.se/CalmView/Record.aspx?src=CalmView.Performance&id=PERF22271&pos=18. Läst 3 juni 2015.
26. ↑  ”Skandalskolan”. Musikverket. http://calmview.musikverk.se/CalmView/Record.aspx?src=CalmView.Performance&id=PERF22274&pos=136. Läst 11 juni 2015.
27. ↑  Bo Bergman (29 april 1928). ”'Broadway' på Oscarsteatern”. Dagens Nyheter:  s. 17. http://arkivet.dn.se/arkivet/tidning/1928-04-29/116/17. Läst 6 januari 2016.
28. ↑  ”Broadway”. Musikverket. http://calmview.musikverk.se/CalmView/Record.aspx?src=CalmView.Performance&id=PERF22275&pos=15. Läst 3 juni 2015.
29. ↑  ”Scen och Film”. Dagens Nyheter:  s. 9. 6 september 1928. http://arkivet.dn.se/arkivet/tidning/1928-09-06/243/9. Läst 6 januari 2016.
30. ↑  ”Scen och Film”. Dagens Nyheter:  s. 12. 11 december 1928. http://arkivet.dn.se/arkivet/tidning/1928-12-11/339/12. Läst 6 januari 2016.
31. ↑  ”Sceno och Film”. Dagens Nyheter:  s. 12. 8 mars 1929. http://arkivet.dn.se/arkivet/tidning/1929-03-08/66/12. Läst 9 maj 2016.
32. ↑  ”Scen och Film”. Dagens Nyheter:  s. 12. 12 april 1929. http://arkivet.dn.se/arkivet/tidning/1929-04-12/98/12. Läst 6 januari 2016.
33. ↑  Erik Nyblom (14 april 1929). ”'Den svarta skjortan' på Oscarsteatern”. Dagens Nyheter:  s. 11. http://arkivet.dn.se/arkivet/tidning/1929-04-14/100/11. Läst 6 januari 2016.
34. ↑  ”Männen vid fronten”. Musikverket. http://calmview.musikverk.se/CalmView/Record.aspx?src=CalmView.Performance&id=PERF22322&pos=105. Läst 10 juni 2015.
35. ↑  ”Scen och Film: Gott om folk på Oscarsteaterns premiär”. Dagens Nyheter:  s. 12. 27 november 1929. http://arkivet.dn.se/arkivet/tidning/1929-11-27/324/12. Läst 6 januari 2016.
36. ↑  Bo Bergman (29 november 1929). ”Premiärer på Oscars och Operan”. Dagens Nyheter:  s. 9. http://arkivet.dn.se/arkivet/tidning/1929-11-29/326/9. Läst 6 januari 2016.
37. ↑  ”Teater Musik och Film”. Dagens Nyheter:  s. 7. 3 januari 1930. http://arkivet.dn.se/arkivet/tidning/1930-01-03/2/7. Läst 6 januari 2016.
38. ↑  ”Teater, Musik och Film: Rollistan till 'Henrik VIII'”. Dagens Nyheter. 6 mars 1930. http://arkivet.dn.se/arkivet/tidning/1930-03-06/63/11. Läst 11 maj 2016.
39. ↑  ”Äventyr på fotvandringen”. Musikverket. http://calmview.musikverk.se/CalmView/Record.aspx?src=CalmView.Performance&id=PERF22325&pos=177. Läst 12 juni 2015.